# Racing Club de Lens
O Racing Club de Lens é um clube de futebol da França, sediado na cidade de mesmo nome, Lens. Suas cores são a vermelha e a dourada, por isso foi-lhe dado o apelido Sang et Or, (sangue e ouro). Sua fundação data de 1906, com o nome de Racing Club Lensois, tendo adotado seu nome atual um ano depois.
Apesar de não obter muitos títulos, é um clube tradicional da França, com cinquenta e cinco participações na primeira divisão nacional, o oitavo no ranking geral. Suas principais conquistas são o Campeonato Francês de 1997–98 e a Copa da Liga Francesa de 1998–99.

## História
Em 1905, estudantes que jogavam bola na Praça Verde (atual Praça da República, na cidade de Lens, França) resolveram fundar o Racing Club de Lens, que tem esse nome graças à forte influência inglesa no futebol, uma vez que foi na Inglaterra que o esporte nasceu. O primeiro "comitê" foi formado pelos pais desses garotos, que jogavam com as cores verde (em referência à praça onde costumavam jogar) e preto (existem centenas de minas nesse região da França). Apenas em 1923, as cores atuais foram incorporadas.

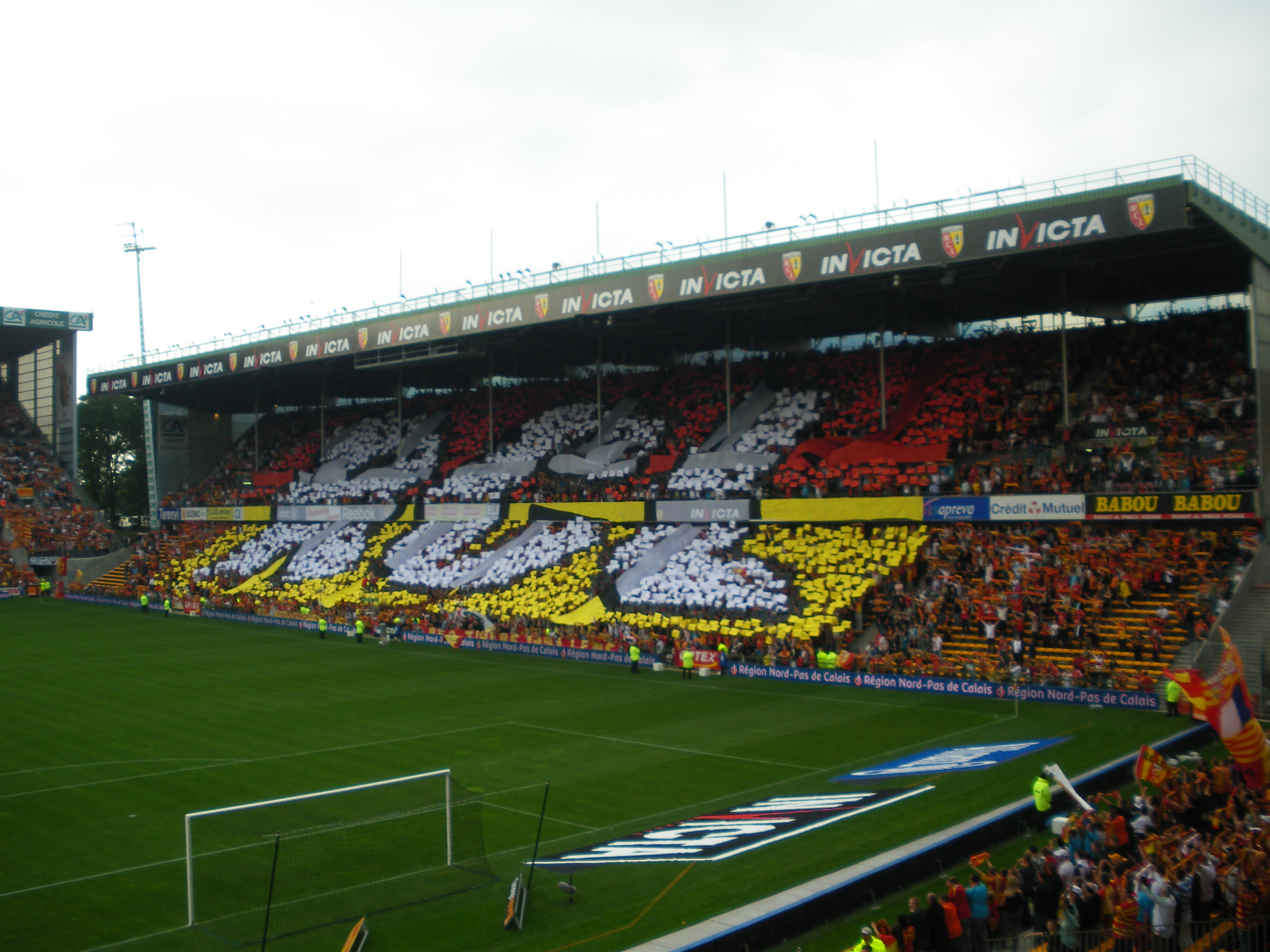
Mosaico do Lens-Lille 2009

Na temporada 1937–38, participou pela primeira vez da elite do futebol francês, fundada cinco anos antes. Rebaixado em 1946-47, ascendeu à primeira divisão dois anos depois para permanecer vinte anos consecutivos nesta, sendo vicecampeão por duas vezes. Uma vez vicecampeão também da Copa da França, conquistou três Copas Charles Drago, torneio importante da época, além de duas Copas Gambardella, principal campeonato de divisões de base da França até hoje.
O segundo rebaixamento veio apenas em 1967–68. Com problemas financeiros, sucumbiu à terceira divisão francesa já no ano seguinte, retornando prontamente. Após seu retorno à elite, em 1973, foi vicecampeão pela quarta vez em 1977 e da Copa da França em 1975. Foi rebaixado ainda mais duas vezes, até os anos 90, quando viveu suas maiores glórias. Conquistou o Campeonato Francês em 1997-98 e a Copa da Liga Francesa no ano seguinte, além de ter chegado à final da Copa da França pela terceira vez, sem sucesso.
Depois de diversas boas campanhas, foi rebaixado pela quinta vez em 2008-09, voltando já no ano seguinte e hoje disputa a Ligue 1. Na competição de 2010-11 foi novamente rebaixado.
Apesar de ter permanecido na Ligue 2 desde o seu rebaixamento em 2011, a sua categoria de base ganhou destaque com o sucesso de seus jogadores. O mais notável deles é Raphaël Varane, que consolidou um lugar na defesa do Real Madrid e da Seleção Francesa com sua esplêndida mistura de tenacidade, compostura e capacidade atlética. As categorias de base do Lens inclui jogadores como o meio-campo Geoffrey Kondogbia do Valencia CF, o lateral esquerdo do Benoît Assou-Ekotto do FC Metz , o marfinense lateral direito Serge Aurier do Tottenham Hotspur e Mohamed Diamé do Newcastle United.
Mas após 2 temporadas na Ligue 2, a equipe do Lens conseguiu o tão sonhado acesso á Ligue 1, após o 2º lugar na temporada 2013-14. Na temporada seguinte, o clube foi rebaixado no último luga. Na temporada 2019-20 o clube terminou a ligue 2 em 2º lugar subiu para a Ligue 1.
Na sua primeira temporada ao retorno da elite francesa em 2020-21, o Lens conseguiu um impressionante sétimo lugar,na temporada seguinte,2021-22,conseguiu novamente um sétimo lugar na Ligue 1.
Na temporada 2022-23,o clube faria uma campanha histórica, disputando até as últimas rodadas com o PSG o título da liga, porém acabou conseguindo um segundo lugar, se classificando para a Liga dos Campeões.

## Elenco
Última atualização: 16 de julho de 2025.

## Títulos
| CONTINENTAIS | CONTINENTAIS                 | CONTINENTAIS | CONTINENTAIS                        |
|              | Competição                   | Títulos      | Temporadas                          |
| ------------ | ---------------------------- | ------------ | ----------------------------------- |
|              | Copa Intertoto da UEFA       | 1            | 2005                                |
| NACIONAIS    |                              |              |                                     |
|              | Competição                   | Títulos      | Temporadas                          |
|              | Campeonato Francês           | 1            | 1997–98                             |
|              | Copa da Liga Francesa        | 2            | 1993–94 e 1998–99                   |
|              | Campeonato Francês - Ligue 2 | 4            | 1936–37, 1948–49, 1972–73 e 2008–09 |

## Estatísticas
As tabelas abaixo mostram as performances do clube nas últimas temporadas no Campeonato Francês e na Copa da França
     Campeão.
     Vice-campeão.
     Promovido.
     Rebaixado.
| Temporada | Divisão | Posição |
| --------- | ------- | ------- |
| 1990-91   | D2      | 2º      |
| 1991-92   | D1      | 8º      |
| 1992-93   | D1      | 9º      |
| 1993-94   | D1      | 10º     |
| 1994-95   | D1      | 5º      |
| 1995-96   | D1      | 5º      |
| 1996-97   | D1      | 13º     |
| 1997-98   | D1      | 1º      |
| 1998-99   | D1      | 6º      |
| 1999-00   | D1      | 5º      |

| Temporada | Divisão | Posição |
| --------- | ------- | ------- |
| 2000-01   | D1      | 14º     |
| 2001-02   | D1      | 2º      |
| 2002-03   | L1      | 8º      |
| 2003-04   | L1      | 8º      |
| 2004-05   | L1      | 7º      |
| 2005-06   | L1      | 4º      |
| 2006-07   | L1      | 5º      |
| 2007-08   | L1      | 18º     |
| 2008-09   | L2      | 1º      |
| 2009-10   | L1      | 11º     |

| Temporada | Divisão | Posição |
| --------- | ------- | ------- |
| 2010-11   | L1      | 19º     |
| 2011-12   | L2      | 12º     |

 
| style="width: 50%;text-align: left; vertical-align: top;  " |
Copa da França